# امساعد
امساعد (به عربی: امساعد) یک منطقهٔ مسکونی در لیبی است که در استان بطنان واقع شده‌است. امساعد ۷٬۱۳۹ نفر جمعیت دارد.